# Dalanów
Dalanów – wieś w Polsce, w województwie wielkopolskim, w powiecie kępińskim, w gminie Rychtal. 
Do 2023 miejscowość była częścią wsi Proszów.
Wchodzi w skład sołectwa Proszów.
W latach 1975–1998 Dalanów administracyjnie należał do województwa kaliskiego.